# Ikuinen virta
Ikuinen Virta — дебютный студийный альбом финской поп-рок-группы Indica, выпущенный в 2004 году. Диск провёл 29 недель в финском топе-40, достигнув максимальной популярности 4 января 2005 года.

## Список композиций
1. Saalistaja — 3:29
2. Scarlett — 3:29
3. Ikuinen Virta — 4:15
4. Valehtelen — 4:07
5. Surusilmä — 4:43
6. Lasienkeli — 2:58
7. Onnen Kartano — 4:04
8. Ihmisen Lento — 3:31
9. Lauluja Paratiisista — 3:10
10. Aaltojen Takaa — 4:19
11. Vettä Vasten — 6:08
12. Unten Maa — 4:02
13. Odotan — 4:21

## Видеоклипы
- Scarlett
- Ikuinen Virta

## Участники записи
- Йоханна «Йонсу» Саломаа — вокал, скрипка, гитара, клавишные
- Хейни — бас-гитара, бэк-вокал
- Сиркку — клавишные, кларнет, бэк-вокал
- Енни — гитара, бэк-вокал
- Лаура — ударные